# Реглинг, Курт
Курт Людвиг Реглинг (нем. Kurt Ludwig Regling, 8 ноября 1876, Берлин — 10 августа 1935, Берлин) — немецкий историк, археолог, нумизмат, специалист по классической филологии.
С 1899 года работал в Берлинском мюнцкабинете. В 1920 году, после смерти Генриха Дресселя, занял должность директора Собрания антиков, а в 1921 году сменил Юлиуса Менадье на должности директора Мюнцкабинета.
С 1907 года — приват-доцент, а с 1921 года — экстраординарный профессор Берлинского университета.
С 1922 года — соиздатель журнала «Zeitschrift für Numismatik». Принимал участие в издававшемся Ф. Шрёттером словаре «Wörterbuch der Münzkunde».
В 1929 году награждён медалью Хаттингтона Американского нумизматического общества, 1933 году — медалью Королевского нумизматического общества.

## Избранная библиография
- Die antiken Münzen von Dacien und Moesien/ Mitautor B. Pick. — Berlin, 1898 (Die antiken Münzen Nordgriechenlands. Bd. 1);
- Die griechischen Münzen der Sammlung Warren. — Berlin, 1906;
- Die antiken Münzen/ Mitautor A. v. Sallet. — Berlin, 1909 (spätere Ausgaben 1922 und 1929);
- Der Dortmunder Fund römischer Goldmünzen. — Dortmund, 1908;
- Nordgriechische Münzen der Blütezeit. — Berlin, 1923;
- Die antiken Münzen als Kunstwerk. — Berlin, 1924;
- Die Münzen von Priene. — Berlin, 1927.